# Caja reductora

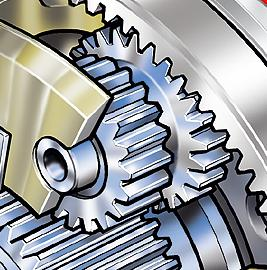
Esquema de una caja reductora con sistema planetario Rohloff Speedhub

Una caja reductora es un mecanismo que consiste, generalmente, en un grupo de engranajes con el que se consigue mantener la velocidad de salida en un régimen cercano al ideal para el funcionamiento del generador.
Usualmente una caja reductora cuenta con un tornillo sin fin, el cual reduce en gran cantidad la velocidad.
Otro dispositivo que se usa para cambiar la velocidad de transmisión es el sistema planetario.